# Tuxpan (Guerrero)
Tuxpan es una población del estado mexicano de Guerrero, situada en el municipio de Iguala de la Independencia.

## Localización y demografía
Tuxpan se encuentra a una distancia de cinco kilómetros al este de la ciudad de Iguala de la Independencia, cabecera municipal y junto a la Laguna de Tuxpan, el principal cuerpo de agua de la zona y que es un destino de turismo y recreo local, además de sede de varios eventos deportivos, sus coordenadas son 18°20′57″N 99°28′43″O / 18.34917, -99.47861 y a una altitud de 757 metros sobre el nivel del mar. Su principal vía de comunicación es una carretera estatal que la une a la ciudad de Iguala, además junto a la laguna circula la Autopista del Sol.
De acuerdo a los resultados del Censo de Población y Vivienda realizado en 2010 por el Instituto Nacional de Estadística y Geografía, Tuxpan tiene una población total de 2 086 habitantes, de los que 993 son hombres y 1 093 son mujeres.